# Menemerus meridionalis
Menemerus meridionalis là một loài nhện trong họ Salticidae.
Loài này thuộc chi Menemerus. Menemerus meridionalis được Wanda Wesołowska miêu tả năm 1999.